# Ruivós
Ruivós ist ein Ort und eine ehemalige Gemeinde (Freguesia) im portugiesischen Kreis Sabugal. Die Gemeinde hatte 70 Einwohner (Stand 30. Juni 2011).
Am 29. September 2013 wurden die Gemeinden Ruivós, Vale das Éguas und Ruvina zur neuen Gemeinde União das Freguesias de Ruvina, Ruivós e Vale das Éguas zusammengeschlossen.